# Elecciones municipales de Tumbes de 1983
Las elecciones municipales de Tumbes de 1983 se llevaron a cabo el 13 de noviembre de 1983 para elegir al alcalde y al Concejo Provincial de Tumbes para el periodo 1984-1986. La elección se celebró simultáneamente con elecciones municipales en todo el país.

## Sistema electoral
La Municipalidad Provincial de Tumbes es el órgano administrativo y de gobierno de la provincia de Tumbes. Está compuesta por el alcalde y el Concejo Provincial.
La votación del alcalde y el concejo se realiza en base al sufragio universal, que comprende a todos los ciudadanos nacionales mayores de dieciocho años, empadronados y residentes en la provincia de Tumbes y en pleno goce de sus derechos políticos, así como a los ciudadanos no nacionales residentes y empadronados en la provincia de Tumbes.
El Concejo Provincial de Tumbes está compuesto por 19 regidores elegidos por sufragio directo para un período de tres (3) años, en forma conjunta con la elección del alcalde (quien lo preside). La votación es por lista cerrada y bloqueada. Se asigna a la lista ganadora los escaños según el método d'Hondt o la mitad más uno, lo que más le favorezca. Es elegido como alcalde el candidato que ocupe el primer lugar de la lista que haya obtenido la más alta votación.

## Composición del Concejo Provincial de Tumbes
La siguiente tabla muestra la composición del Concejo Provincial de Tumbes antes de las elecciones.
| Partidos | Partidos                  | Regidores |
| -------- | ------------------------- | --------- |
|          | Acción Popular            | 9         |
|          | Partido Aprista Peruano   | 4         |
|          | Izquierda Unida           | 4         |
|          | Partido Popular Cristiano | 2         |

## Partidos y candidatos
A continuación se muestra una lista de los principales partidos y alianzas electorales que participaron en las elecciones:
| Candidatura | Candidatura | Partidos y alianzas | Candidatos | Candidatos               | Ideología                                               | Resultado previo | Resultado previo | Ref. |
| Candidatura | Candidatura | Partidos y alianzas | Candidatos | Candidatos               | Ideología                                               | Votos (%)        | Reg.             | Ref. |
| ----------- | ----------- | --- | ---------- | ------------------------ | ------------------------------------------------------- | ---------------- | ---------------- | ---- |
|             | AP          | Lista - Acción Popular (AP) |            | Serafín Reyes Cortez     | Humanismo Nacionalismo cívico Reformismo                | 45.75%           | 9                |      |
|             | APRA        | Lista - Partido Aprista Peruano (APRA) |            | Ricardo Flores Dioses    | Aprismo                                                 | 23.75%           | 4                |      |
|             | IU          | Lista - Izquierda Unida (IU) – Unión de Izquierda Revolucionaria (UNIR) – Unidad Democrático Popular (UDP) – Partido Socialista Revolucionario (PSR) – Partido Comunista Revolucionario (PCR) – Partido Comunista Peruano (PCP) – Frente Obrero Campesino Estudiantil y Popular (FOCEP) |            | Enrique Saavedra Benites | Marxismo-leninismo Mariateguismo Socialismo democrático | 20.93%           | 4                |      |
|             | PPC         | Lista - Partido Popular Cristiano (PPC) |            | Gino Moretti Otoya       | Conservadurismo social Humanismo Democracia cristiana   | 9.57%            | 2                |      |
|             | IND         | Lista - Lista Independiente N° 3 |            | Daniel Urrea Espinoza    | Localismo tumbesino                                     | Nuevo            | Nuevo            |      |

## Resultados

### Sumario general
|                        |                                 |              |              |              |           |           |
| Partidos y coaliciones | Partidos y coaliciones          | Voto popular | Voto popular | Voto popular | Regidores | Regidores |
| Partidos y coaliciones | Partidos y coaliciones          | Votos        | %            | ±pp          | Total     | +/−       |
|                        | Partido Aprista Peruano (APRA)  | 5,794        | 34.74        | +10.99       | 11        | +7        |
|                        | Izquierda Unida (IU)            | 4,816        | 28.88        | +7.95        | 4         | ±0        |
|                        | Acción Popular (AP)             | 3,443        | 20.65        | –25.10       | 2         | –7        |
|                        | Partido Popular Cristiano (PPC) | 2,356        | 14.13        | +4.56        | 2         | ±0        |
|                        | Lista Independiente N° 3        | 267          | 1.60         | n/a          | 0         | ±0        |
|                        |                                 |              |              |              |           |           |
| Total                  | Total                           | 16,676       |              |              | 19        | ±0        |
|                        |                                 |              |              |              |           |           |
| Votos válidos          | Votos válidos                   | 16,676       | 83.88        | –2.50        |           |           |
| Votos en blanco        | Votos en blanco                 | 690          | 3.47         | –1.68        |           |           |
| Votos nulos            | Votos nulos                     | 2,514        | 12.65        | +4.17        |           |           |
| Votos emitidos         | Votos emitidos                  | 19,880       | 64.78        | –7.47        |           |           |
| Abstenciones           | Abstenciones                    | 10,809       | 35.22        | +7.47        |           |           |
| Votantes registrados   | Votantes registrados            | 30,689       |              |              |           |           |
|                        |                                 |              |              |              |           |           |
| Fuente:                |                                 |              |              |              |           |           |

## Elecciones municipales distritales

### Resultados por distrito
La siguiente tabla enumera el control de los distritos de la provincia de Tumbes. El cambio de mando de una organización política se resalta del color de ese partido.
| Distrito              | Alcalde(sa) titular    | Partido político | Partido político          | Alcalde(sa) electo(a)    | Partido político | Partido político        |
| --------------------- | ---------------------- | ---------------- | ------------------------- | ------------------------ | ---------------- | ----------------------- |
| Corrales              | Germán Olaya Dioses    |                  | Partido Aprista Peruano   | Julio Yacila López       |                  | Partido Aprista Peruano |
| La Cruz               | Jorge García Franco    |                  | Lista Independiente N° 23 | Manuel Olavarría Barrena |                  | Partido Aprista Peruano |
| Pampas de Hospital    | Juan Zárate Mogollón   |                  | Acción Popular            | Juan Zapata Cornejo      |                  | Izquierda Unida         |
| San Jacinto           | Carlos Gamarra Morales |                  | Acción Popular            | Modesto Ramírez Alemán   |                  | Partido Aprista Peruano |
| San Juan de la Virgen | Alberto Peña García    |                  | Acción Popular            | Óscar Oyola Velásquez    |                  | Partido Aprista Peruano |